# Grünfeld-ház (Miskolc, Szemere utca)
Az egykor Grünfeld-háznak nevezett épület Győri (Grünfeld) Ödön háza volt. Miskolcon, a Szemere Bertalan utca 4. alatt áll.

## Története
A Szemere utcán, az Ügyvédi Kamara sarokháza mellett állt Grünfeld Ignác, neves miskolci kereskedő egyemeletes háza, földszintjén üzletekkel. Szemben, a Szemere–Arany János utcák sarkán, a nevezetes „Szemere étterem és söröző” működött. 1885-ben Grünfeld Ödön, Ignác fia – szintén kereskedő – korszerűsíteni, bővíteni akarta a házat, de meggondolta magát, és inkább egy új épület megépítését határozta el a régi helyén. Építési kérelmére az illetékes városi építési bizottság meghatározta a régi helyére építendő ház fő paramétereit: a földszinti helyiségeknek 4,4 méter magasaknak, az emeletieknek 4,8 méteresnek kellett lenniük. A pince téglafalának vastagságát 75 centiméterben, az egyéb főfalakat 45 centiméterben határozták meg. Az építészeti tervek szerint az épület U alakban épült meg öt pincével, 17 szobával, 4–4 konyhával, éléskamrával és előszobával, valamint négy bolttal, több mint 1100 négyzetméteren. A telek végén istállósor állt.
Grünfeld Ödön nevét két kiskorú gyermekével, Elekkel és Zsigmonddal együtt, 1904-ben magyarosította Grünfeldről Győrire. A ház az 1910-es években Győri Ödön szesz- és likőrnagykereskedő tulajdonában volt, aki a városi szeszgyár egyik alapítója volt. A ház alsó szintjén kialakított üzletben működtette kereskedését. A Grünfeld család a város közéletében is fontos szerepet játszott, a Városháza 1871-es átalakításában és az 1878-as miskolci árvíz utáni újjáépítésben is közreműködött. Pénzügyi szaktekintélyként véleményét kikérte Tisza Kálmán és Tisza István is. 1935-ben bekövetkezett halála után fia, Győri Elek tulajdonába került a ház, amely az államosításig, az 1950-es évekig maradt a család birtokában. Ezt követően fűszer- és csemegeüzlet működött benne, amit az 1960-as években zártak be. Az emeleten tíz helyiséget 1966-tól a Műszaki és Természettudományi Egyesület foglalt el, innen költözött 1988-ban a frissen felépült Tudomány és Technika Házába. A földszintet egymást gyakran váltó cégek használták. Az 1990-es évek elejétől különböző bankfiókok működtek az épületben, aztán volt itt a Miskolc-kártya irodája is, 2014-től egy biztosítótársaság ügyfélirodája van benne. 2017-től a Mathias Corvinus Collegium miskolci képzési központja bérli az épületet.

## Leírása
Az egyemeletes, hatalmas alapterületű, eklektikus stílusú épület 3+1+3 axisú utcai homlokzattal rendelkezik. Homlokzata gazdagon díszített, középrizalit osztja szimmetrikussá. Hatásos eleme a díszes, középre állított, félköríves erkély, illetve a kagylószerűen kiképezett erkélyajtónyílás. A törtívű emeleti szemöldökpárkányok lunettáiban stukkódíszek vannak. A földszinti portálok nyílásait hangsúlyos pillérek osztják. 1994-ben renoválták az épületet, ennek során – főleg a belső terekben – elveszett néhány korabeli elem, de reprezentatív megjelenését megőrizte.

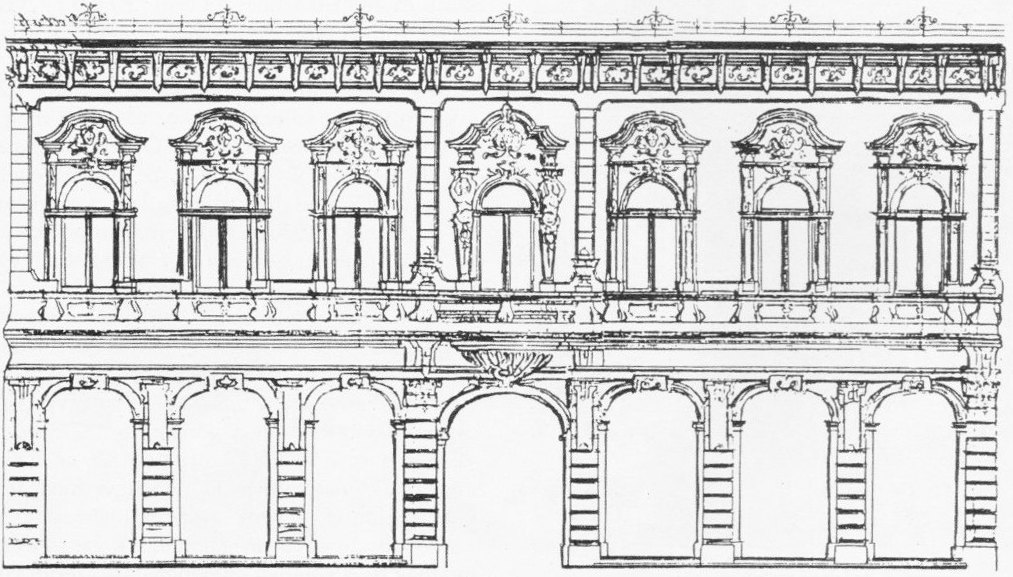
Az épület északi homlokzatának rajza a 19. század végéről